# Massacro di Bear River
Il massacro di Bear River, chiamato anche battaglia di Bear River o massacro di Boa Ogoi, fu la battaglia combattuta tra l'esercito degli Stati Uniti e gli Shoshoni. Ebbe luogo nella contea di Franklin, Idaho il 29 gennaio 1863.